# Meurtre de Roy Tutill
Le meurtre de Roy Tutill a eu lieu le 23 avril 1968, dans le comté de Surrey en Angleterre. Ce jeune écolier de 14 ans a été violé et assassiné sur le chemin du retour de l'école vers son domicile. Le meurtre est resté non-résolu pendant 33 ans, jusqu'à ce que Brian Lunn Field avoue son implication grâce à des preuves ADN découvertes en 2001. Ce fut la plus vieille affaire classée sans suite à être finalement résolue en Angleterre, jusqu'à la condamnation en 2012 de David Burgess pour le meurtre de Yolande Waddington en 1966.

## Le meurtre
Roy Tutill, appelé « Tuts » par ses amis, a disparu le 23 avril 1968 sur le chemin entre son école Kingston Grammar School, à Kingston upon Thames et sa maison à Brockham. Il a quitté l'école à 15h30 et a pris le bus avec ses amis. Afin d'économiser un ticket de bus pour s'acheter un nouveau vélo, il a décidé de faire du stop sur le reste du trajet, ce qu'il faisait régulièrement. Roy a été vu pour la dernière fois à Chessington, essayant de héler une voiture.
Les parents de Roy, Dennis et Hilary, ont signalé sa disparition à la police après que Roy ne soit pas rentré chez eux ce soir-là. La police a enregistré le signalement, mais n'a pas commencé d'enquête avant le lendemain. Le corps de Roy a été découvert trois jours plus tard, devant les grilles du manoir  Cherkley Court, à Mickleham. Il avait été étranglé et agressé sexuellement.

## L'enquête policière
La seule information que la police avait venait du chauffeur de bus, qui avait vu l'écolier parler au conducteur d'une Austin Westminster Mark II de couleur gris-argenté. L'automobiliste a été décrit comme « petit et trapu aux cheveux grisonnants »[réf. nécessaire]. La même voiture a été aperçue près de l'endroit où le corps a été déposé. Des échantillons prélevés sur le corps et les vêtements de Roy ont été analysés, mais aucune preuve n'a été trouvée, hormis le fait que le suspect était de groupe sanguin A ou O.
Scotland Yard a été appelé pour travailler sur l'enquête, mais aucune avancée n'a été faite. L'enquête est restée ouverte et était régulièrement réexaminée. Cependant, les enquêteurs étaient convaincus que le responsable était un récidiviste et que le meurtre n'avait pas été commis au hasard. Dans les années 1970, les enquêteurs sont allés en Écosse pour interroger un homme nommé Brian Lunn Field, de Solihull, dans les Midlands de l'Ouest. Il avait été condamné à deux ans de prison pour tentative d'enlèvement et attentat à la pudeur sur un garçon de 14 ans à Aberdeen.
En décembre 1996, une échantillon partiel d'ADN a été isolé des échantillons prélevés sur le pantalon de Roy, qui avaient été conservés dans un congélateur. À la fin des années 1990, un examen national a été organiser pour enquêter sur des meurtres non-résolus et voir si certains d'entre eux pouvaient être rattachés à des condamnés actuels ou à d'autres crimes. Les enquêteurs de l'affaire Tutill ont eu connaissance d'agressions commises sur deux jeunes garçons en Écosse. Ils n'ont pas été en mesure de localiser Field, dont on avait entendu parler pour la dernière fois dans les années 1980.
En 2000, une correspondance a été établie entre l'ADN retrouvé sur les vêtements de Roy et Brian Field, dont l'ADN avait été prélevé lors de son arrestation pour conduite en état d'ivresse en septembre 1999 à Birmingham. La police de Surrey a mis en place un dispositif de surveillance de Field à Birmingham. Son casier judiciaire comportait une amende en 1969 pour grossière indécence, une agression à Aberdeen dans les années 1970 et deux peines de quatre ans chacune dans les années 1980 pour deux chefs d'accusation de relations sexuelles illégales avec des mineurs et d'emprisonnement injustifié de deux adolescents.

## Arrestation et aveux
Le 21 février 2001, la police a arrêté Field. Il a été placé en garde-à-vue et sa détention a été prolongée au-delà des 24 heures initiales afin de poursuivre l'enquête. Field a nié connaître Tutill ou avoir un quelconque lien avec sa mort. Tout en admettant avoir commis des délits sexuels contre des garçons, il a déclaré qu'il avait tiré un trait sur ce comportement. Juste avant qu'il ne soit placé en cellule pour une troisième nuit, il lui a été demandé de fournir des échantillons ADN.
Field n'a pas dormi de la nuit et a tout avoué le lendemain. Il a raconté en détail l'enlèvement, le viol et le meurtre de Roy. Il a dit qu'il avait vu le garçon sortir du bus et faire de l'auto-stop, il l'a donc fait monter dans sa voiture. Il l'a ensuite amené sur une aire de stationnement, l'a violé et a paniqué après avoir terminé. Il a roulé jusqu'à une autre aire de stationnement et a étranglé Roy en serrant une corde autour de son cou. Il a gardé le corps dans son coffre plusieurs jours puis l'a jeté dans les bois.

## Condamnation et implication dans d'autres affaires criminelles
Le 15 novembre 2001, Field, 65 ans, a été condamné à la réclusion criminelle à perpétuité pour le meurtre de Roy. Il a plaidé coupable de meurtre, mais pas d'agression sexuelle. Les parents de Roy sont décédés avant que Field ne soit condamné. Avant cette condamnation, le meurtre de Roy était la seule affaire de meurtre d'enfant non-élucidée dans le Surrey.
Brian Lunn Field est également le suspect principal dans l'affaire de disparition de Patrick Warren et David Spencer. Les deux garçons de 11 et 13 ans ont disparu la nuit du 27 décembre 1996 à Solihull, là où Field vivait. Il a été établi qu'il circulait dans une camionnette blanche dans la zone où les garçons ont disparu ce soir-là. Il a toujours nié son implication dans cette affaire et la police n'a jamais eu de preuve suffisante pour l'inculper. L'enquête est toujours ouverte.